# Antonio Maria de Luca
Pour les articles homonymes, voir de Luca.
Antonio Maria de Luca, né le 20 octobre 1764 à Celle di Bulgheria et mort le 28 juillet 1828 à Salerne, est un patriote et aîné italien, l'organisateur et la plus illustre victime des soulèvements 1828 à Cilento.

## Biographie
Antonio Maria de Luca naît le 20 octobre 1764 à Celle di Bulgheria.
Appartenant à la Congrégation du Très Saint Rédempteur, où il semble être l'élève d'Alphonse de Liguori, après avoir obtenu une licence en théologie (1791), le chanoine De Luca se consacre à l'enseignement au séminaire de Policastro Bussentino et à la prédication dans de nombreux endroits du royaume de Naples. Il participe au débat politique dans le royaume de Naples dès la fin du XVIIIe siècle. Le carbonariste, prend part aux soulèvements des Carbonari des deux années 1820-1821 et est député du Parlement napolitain pendant la courte période constitutionnelle. En tant que député, il se bat en faveur des paysans, dans les luttes naissantes contre la noblesse et le clergé du Cilento, et à cette occasion il fait don d'une partie de ses terres aux paysans de Celle. L'aventure parlementaire est aussi éphémère que la constitution du roi Ferdinand et, lors de la restauration de la monarchie, De Luca est l'un des principaux gardes spéciaux de la police des Bourbons. 
Ayant abandonné le carbonarisme, il rejoint la secte des philadelphes. À l'occasion des soulèvements du Cilento en 1828, le chanoine expose dans une homélie prononcée dans le village de Bosco les avantages de la Constitution (7 juillet 1828). À l'arrivée des troupes bourbon, après une brève fuite, le chanoine De Luca est arrêté par Francesco Saverio Del Carretto. Excommunié par Monseigneur Camillo Alleva, archevêque de Salerne, De Luca est exécuté à Salerne le 28 juillet 1828. Le 19 septembre 2011, le maire de Salerne, Vincenzo De Luca, dévoile une plaque dédiée au prêtre révolutionnaire, dans la rue qui porte son nom.